# Buglossoides arvensis
Espèce
Buglossoides arvensis, le Grémil des champs, est une plante herbacée de la famille des Boraginacées.
Synonyme non accepté par ITIS
Lithospermum arvense L. (1753)

## Liste des sous-espèces
Selon NCBI (14 mai 2013) :
- Buglossoides arvensis subsp. arvensis
- Buglossoides arvensis subsp. sibthorpiana